# 國家防災日
國家防災日，是中華民國政府為提升全民防災意識及國家防災應變能力而於2000年設立的節日。日期為每年的9月21日，即九二一大地震的發生日，初名「災害防救日」，後於2002年改為現名，以期望能以國家層次的規模推廣地震避難之知識與技能。

## 外部連結
- 107 年國家防災日防災週宣導活動執行計畫